# Bravo-Jahrescharts 1997
Die Bravo-Jahrescharts werden zum Jahresende von der Bravo-Redaktion als Hitliste erstellt. Die Jugendzeitschrift Bravo erscheint seit 1956 und enthält in jeder Wochenausgabe eine Hitliste, die von den Lesern gewählt wurde. Seit 1960 können die Bravo-Leser außerdem ihre beliebtesten Gesangsstars wählen und dekorieren sie mit dem Bravo Otto.

## Bravo-Jahrescharts 1997
1. Fell in Love with an Alien – Kelly Family – 487 Punkte
2. Anywhere for You – Backstreet Boys – 484 Punkte
3. Babe – Caught in the Act – 371 Punkte
4. I’ll Be Missing You – Puff Daddy & Faith Evans – 365 Punkte
5. As Long as You Love Me – Backstreet Boys – 309 Punkte
6. Do It for Love – Caught in the Act – 306 Punkte
7. Warum? – Tic Tac Toe – 304 Punkte
8. Quit Playing Games (with My Heart) – Backstreet Boys – 303 Punkte
9. Everybody (Backstreet’s Back) – Backstreet Boys – 301 Punkte
10. Bring Back the Love – Caught in the Act – 300 Punkte
11. MMMBop – Hanson – 264 Punkte
12. Because It’s Love – Kelly Family – 257 Punkte
13. Nanana – Kelly Family und außerdem Don’t Speak – No Doubt – 252 Punkte
14. Mr. Wichtig – Tic Tac Toe – 222 Punkte
15. Here We Go – *NSYNC – 216 Punkte
16. Tearin’ Up My Heart – *NSYNC – 197 Punkte
17. Un-break My Heart – Toni Braxton – 194 Punkte
18. Lonely – Nana – 193 Punkte
19. Every Baby – Kelly Family und außerdem Clementine Mark Owen – 177 Punkte

## Bravo-Otto-Wahl 1997

### Popgruppe
1. Goldener Otto: Backstreet Boys
2. Silberner Otto: Kelly Family
3. Bronzener Otto: Caught in the Act

### Rockgruppe
1. Goldener Otto: Bon Jovi
2. Silberner Otto: Rammstein
3. Bronzener Otto: Die Toten Hosen

### Pop Sänger
1. Goldener Otto: Aaron Carter
2. Silberner Otto: Michael Jackson
3. Bronzener Otto: Puff Daddy

### Pop Sängerinnen
1. Goldener Otto: Blümchen
2. Silberner Otto: Mariah Carey
3. Bronzener Otto: Janet Jackson